# فرناند بویل
فرناند بویل (انگلیسی: Fernand Buyle؛ ۳ مارس ۱۹۱۸ – ۲۲ ژانویهٔ ۱۹۹۲) یک بازیکن فوتبال اهل بلژیک بود.
وی همچنین در تیم ملی فوتبال بلژیک بازی کرده است.